# Promynoglenes
Promynoglenes Blest, 1979 è un genere di ragni appartenente alla famiglia Linyphiidae.

## Distribuzione
Le sei specie oggi note di questo genere sono state rinvenute in Nuova Zelanda.

## Tassonomia
Dal 2003 non sono stati esaminati esemplari di questo genere.
A dicembre 2012, si compone di sei specie:
- Promynoglenes grandis Blest, 1979 — Nuova Zelanda
- Promynoglenes minuscula Blest & Vink, 2003 — Nuova Zelanda
- Promynoglenes minuta Blest & Vink, 2002 — Nuova Zelanda
- Promynoglenes nobilis Blest, 1979[3] — Nuova Zelanda
- Promynoglenes parvula Blest, 1979 — Nuova Zelanda
- Promynoglenes silvestris Blest, 1979 — Nuova Zelanda